# Pyrrhorachis ruficeps
Pyrrhorachis ruficeps är en fjärilsart som beskrevs av W. Warren 1906. Pyrrhorachis ruficeps ingår i släktet Pyrrhorachis och familjen mätare. Inga underarter finns listade.